# Luiz Henrique Alves Angelo
Luiz Henrique Alves Angelo (São Paulo, Brasil, 7 de enero de 1996), comúnmente conocido como Luizinho es un futbolista brasileño. Actualmente juega en el Sport Club Atibaia en la posición de delantero.

## Clubes
| Club                            | País   | Año         |
| ------------------------------- | ------ | ----------- |
| Associação Atlética Ponte Preta | Brasil | 2012 - 2014 |
| Granada CF B                    | España | 2014 - 2016 |
| Sport Club Atibaia              | Brasil | 2016 -      |